# 玉藻十字
玉藻十字（日语：タマモクロス），是日本純種競賽馬匹，生涯稱霸中長途賽事，是日本史上首匹稱霸春秋天皇賞的賽駒，其因灰毛的外觀及迅捷的加速力，而被称为「白色閃電」（白い稲妻），並與同時期的小栗帽一同打破過往日本賽馬界「灰毛馬跑不快」（芦毛は走らない）刻板印象的名馬。

## 出賽前
1984年5月23日出生於北海道新冠町錦野牧場，由於錦野牧場經營困難，成長途中被牧場負責人錦野昌章之友人三野道夫以大約400萬至500萬日圓購入，並以其所經營的公司Tamamo Co. Ltd.作爲馬主名義登錄。
其後交由栗東訓練中心練馬師小原伊佐美訓練。

## 競賽生涯

### 4歲（現3歲）
1987年3月1日出戰阪神競馬場4歲新馬戰，雖然於比賽途中成功衝出，但於直路上失速以第七完賽。
其後陣營決定安排其轉戰泥地賽事並出戰另一場4歲新馬戰，仍然未能發揮實力僅獲得第四。
4月11日出戰4歲未勝利戰，比賽途中保持於第二的位置，進入直路後開始加速，最終於爆發速度下成功取得首勝。
5月出戰4歲400萬獎金以下條件戰，於比賽途中捲入前方的落馬事故，最終被判定比賽中止。
其後出戰三場條件戰，由於受到此前落馬事故的影響，心理及精神受損之下一直不敢接近其他賽駒，導致其於直路上只能於外檔衝刺，一直處於不利狀態之下均未能勝出，分別獲得第二、第三及第三。
10月18日重返草地賽事出戰一場4歲以上400萬獎金以下條件戰鬥，比賽初段處於第五的先頭位置，進入直路後開始衝刺超越前方賽駒並進入獨走狀態，最終以拋離後方賽駒7馬位的狀態奪冠。
11月1日出戰條件戰藤森特別，再度以輕鬆的姿態奪冠。根據當時騎師的證言，玉藻奔跑時開始懂得將重心往下移，讓跑姿變得更加流線且利於加速，似乎在克服了比賽意外的陰影的同時產生了競爭奪勝的慾望。玉藻十字因其表現開始受到矚目，媒體開始對其冠以「遲來的大物」、「關西的秘密兵器」等稱號，並視之為當年度菊花賞的熱門馬，但小原訓練師在評估其成長狀況後，認為冒然參賽不利尚未發育成熟的玉藻選擇迴避。
12月6日出戰鳴尾紀念，僅次於黃金城及Mejiro Durren獲得第三人氣。比賽開始後，其緩慢地由後方追走，通過最後彎道時候開始發力準備加速。進入直路後，雖然被前方馬阻擋，但於最後300米時於內欄位置成功突破，不斷加速之下超越前方賽駒並於150米處擴大優勢，最終拋離後方賽駒6馬位奪得首個分級賽冠軍。

### 5歲（現4歲）
1988年成爲古馬的玉藻十字以西部金盃作爲年度首戰，賽前獲得第一人氣。比賽開始後，其繼續選擇留後戰術，並於比賽途中保持穩定的節奏。進入直路後，其於內檔位置穿插，並於最後300米成功突破加速，最終其跑出全場最快的末腳之下，成功以3/4馬位優勢奪得冠軍。
3月13日出戰阪神大賞典，比賽初段由前方的Dyna Carpenter帶出，而玉藻十字則於第三的位置推進。進入直路後，其於中央位置開始加速，Dyna Carpenter繼續於內欄保持領先，而一直處於第二的Marubutsu Fast則於外檔衝刺。直路上三匹賽駒始終保持纏鬥的狀態，亦以平頭姿態一同衝過終點線，最終經過照片判定，賽會宣佈玉藻十字及Dyna Carpenter均以鼻位壓過Marubutsu Fast成爲平頭冠軍。
其後出戰春季天皇賞，雖然此戰爲其首次出戰一級賽，但仍憑藉此前的五連勝取得第一人氣。比賽開始後，雖然其一度處於先頭位置緊追前方馬匹，但於通過第一彎道前經已墮後至第十一左右的位置等待時機。通過第三彎道後，其抽出外檔開始加速爬升並超越失速的先頭馬，進入直路後再度內閃進佔兩好位置。直路終端，其和率先衝出的Mejiro Durren及Running Free展開爭奪，最終玉藻十字於轟出全場最快末腳之下以3馬位優勢壓過兩駒取得首個一級賽冠軍。至於陣營方面，本次勝利均爲騎師南井克巳、練馬師小原伊佐美及馬主Tamamo Co. Ltd.取得首個一級賽冠軍。
6月12日以馬迷投票第一出戰寶塚紀念，僅次於安田紀念季軍Nippo Teio取得第二人氣。比賽開始後，其仍然選擇於後方位置等待時機，進入對面直路時開始迫近前領馬匹爬升至第五的位置。通過第三彎道時，其於領先的Nippo Teio外側開始發力，於直路上加速衝出並於最後200米超越對手，最終繼續保持速度下以2 1/2馬位優勢取得勝利。
進入秋季後以秋季天皇賞爲首戰，將和另一匹於此時取得地方八連勝及中央六連勝的灰毛馬小栗帽決戰，因而此戰亦被稱謂「灰毛頂上對決」。比賽開始後，前方由Legend Teio進行快放，而玉藻十字本次比賽一反常態於第二的先頭位置推進，小栗帽則處於中團位置。通過最暗號𢫨彎道時候，玉藻十字開始加速迫近領先的Legend Teio，並於進入直路後超越對手取代其領先的位置。直路中段，雖然其仍然保持領先的優勢，但小栗帽正以凌厲的姿態於內檔位置衝刺，此時玉藻十字的騎師南井加鞭催策，最終於其繼續加速之下成功以1 1/4馬位擊敗對手奪冠，不但取得一級賽三連勝，亦成爲首匹制霸春秋天皇賞的賽駒。
其後出戰日本盃，本次比賽聚集世界各地的強豪，包括本年度凱旋門大賽冠軍東來兵及於英國贏得多項大賽的Moodlight Madness。比賽開始後，玉藻十字於處後方位置追走，於第三彎道後開始發力並進佔前方位置。進入直路後，多匹賽駒紛紛衝出組成混亂的局面，賽前備受關注的一對歐洲強豪均未能跑出優勢，導致玉藻十字成功超越前方賽駒於最後300米取得領先。然而此時第九人氣的伏兵管家突然衝出且內閃，最終玉藻十字於終點線前被對手超越，以1/2馬位差距落敗得第二。
12月出戰退役戰有馬紀念，然而賽前媒體已注意到玉藻十字因秋季的連戰有明顯的疲勞與體重下滑，相較於以健壯與食欲旺盛著稱的主要對手小栗帽實難稱為狀態良好。比賽初段因慢閘以處於最後方位置追走，比賽途中一直保持穩定的節奏。通過第三彎道後，其抽出外檔開始發力加速，並於第四彎道時幾乎和小栗帽以同一時間及速度衝出，進入直路後，其隨即和小栗帽展開纏鬥，但最終未能戰勝對手以1/2馬位差距落敗得第二。
其後按照計劃退役，並於1989年1月15日於京都競馬場舉行退役儀式。
年末，由於其制霸春秋天皇賞及於日本盃跑出優秀表現，於評選中以165票當選日本馬王。

### 詳細賽績
| 日期       | 舉辦國家 | 馬場 | 距離   | 級別 | 賽事名稱             | 負重 | 騎師     | 馬號 | 出馬 | 名次     | 時間     | 頭馬（二馬）      |
| ---------- | -------- | ---- | ------ | ---- | -------------------- | ---- | -------- | ---- | ---- | -------- | -------- | ----------------- |
| 1/3/1987   | 日本     | 阪神 | 草2000 |      | 4歲新馬              | 55   | 南井克巳 | 6    | 11   | 7        | 2:07.1   | Aichi Matsushima  |
| 21/3/1987  | 日本     | 阪神 | 泥1800 |      | 4歲新馬              | 55   | 南井克巳 | 8    | 10   | 4        | 1:56.3   | Silk Maria        |
| 11/4/1987  | 日本     | 阪神 | 泥1700 |      | 4歲未勝利            | 55   | 南井克巳 | 7    | 12   | 1        | 1:48.3   | （Beautiful）     |
| 10/5/1987  | 日本     | 京都 | 草2000 |      | 4歲400萬獎金以下     | 55   | 南井克巳 | 4    | 15   | 比賽中止 | 比賽中止 | Tosano Asakaze    |
| 28/6/1987  | 日本     | 札幌 | 泥1800 |      | 4歲以上400萬獎金以下 | 55   | 田原成貴 | 6    | 8    | 6        | 1:55.6   | Hokkai Seizan     |
| 11/7/1987  | 日本     | 札幌 | 泥2000 |      | 禮文特別             | 55   | 安田富男 | 5    | 9    | 2        | 2:07.1   | Hirono Hayate     |
| 19/9/1987  | 日本     | 阪神 | 泥1800 |      | 能勢特別             | 55   | 南井克巳 | 4    | 9    | 3        | 1:55.0   | Alpha Vivace      |
| 4/10/1987  | 日本     | 阪神 | 泥1700 |      | 4歲以上400萬獎金以下 | 55   | 南井克巳 | 1    | 11   | 3        | 1:47.9   | Marukasky         |
| 18/10/1987 | 日本     | 京都 | 草2200 |      | 4歲以上400萬獎金以下 | 55   | 南井克巳 | 10   | 16   | 1        | 2:16.2   | （Nachino Perso） |
| 1/11/1987  | 日本     | 京都 | 草2000 |      | 藤森特別             | 56   | 松永幹夫 | 5    | 14   | 1        | 2:03.0   | （Meisho Hien）   |
| 6/12/1987  | 日本     | 阪神 | 草2500 | GII  | 鳴尾紀念             | 53   | 南井克巳 | 5    | 13   | 1        | 2:33.0   | （Meisho Eikan）  |
| 5/1/1988   | 日本     | 京都 | 草2000 | GIII | 西部金盃             | 56   | 南井克巳 | 13   | 16   | 1        | 2:03.7   | （Hallow Point）  |
| 13/3/1988  | 日本     | 阪神 | 草3000 | GII  | 阪神大賞典           | 56   | 南井克巳 | 5    | 7    | 1        | 3:12.1   | Dyna Carpenter[a] |
| 29/4/1988  | 日本     | 京都 | 草3200 | GI   | 春季天皇賞           | 58   | 南井克巳 | 8    | 18   | 1        | 3:21.8   | （Running Free）  |
| 12/6/1988  | 日本     | 阪神 | 草2200 | GI   | 寶塚紀念             | 56   | 南井克巳 | 2    | 13   | 1        | 2:13.2   | （Nippo Teio）    |
| 30/10/1988 | 日本     | 東京 | 草2000 | GI   | 秋季天皇賞           | 58   | 南井克巳 | 9    | 13   | 1        | 1:58.8   | （小栗帽）        |
| 27/11/1988 | 日本     | 東京 | 草2400 | GI   | 日本盃               | 57   | 南井克巳 | 5    | 16   | 2        | 2:25.6   | 管家              |
| 25/12/1988 | 日本     | 中山 | 草2500 | GI   | 有馬紀念             | 57   | 南井克巳 | 11   | 13   | 2        | 2:34.0   | 小栗帽            |

a 其和此賽駒爲平頭冠軍

## 退役後
退役後，玉藻十字成爲了配種馬，於北海道靜內町（今新日高町）Arrow Stud休養，在1989年進行配種。首批子嗣於1990年出生。首批子嗣可於1992年出賽。1995年5月10日，Kanetsu Cross在葉森盃取勝，成爲首批勝出分級賽的子嗣。不過，由於脾氣兇悍，玉藻十字曾發生啃咬參觀者的事故，因此其放牧地立有紅色的警告牌。
2003年4月10日，其因腸臟扭轉死亡，享年19歲。

### 主要子嗣

#### 分級賽優勝子嗣
1991年生
- Kanetsu Cross（葉森盃、鳴尾紀念、美國賽馬會盃）

1993年生
- Shirokita Cross（神戶新聞盃）

1994年生
- Tamamo Inazuma（鑽石錦標）
- T.M.Tokkyu（兜山紀念）
- Makoto Raiden（天狼星錦標）

1995年生
- Dantsu Sirius（新山紀念、鬱金香錦標）

1999年生
- 我心聲（中日新聞盃、京都金盃、京都紀念、讀賣盃、阪神大賞典）

2000年生
- Win Generale（日經賞）

2003年生
- 玉藻支援（日經電台賞、京都金盃）

## 血統簡介
父系C.B.Cross爲日本賽駒，生涯戰績不俗，曾勝出秋季目黑紀念。祖父Fortino爲法國賽駒，生涯戰績優秀，曾勝出隆尚教堂大賽及莫特爾錦標等賽事。
母系Green Chateau爲日本賽駒，生涯未突破條件戰級別。外祖父Chateaugay爲美國賽駒，生涯戰績優秀，曾勝出一級賽肯塔基打吡及貝蒙錦標。

### 血統表
| 父線：Fortino系（Grey Soverign系）    |                           |               |                 |
| 種馬 C.B.Cross 1975年（灰色）         | Fortino 1959年（灰色）    | Grey Soverign | Nasrullah       |
| 種馬 C.B.Cross 1975年（灰色）         | Fortino 1959年（灰色）    | Grey Soverign | Kong            |
| 種馬 C.B.Cross 1975年（灰色）         | Fortino 1959年（灰色）    | Ranavalo      | Relic           |
| 種馬 C.B.Cross 1975年（灰色）         | Fortino 1959年（灰色）    | Ranavalo      | Navarra         |
| 種馬 C.B.Cross 1975年（灰色）         | Zuisho 1968年（灰色）     | 巴索隆        | Milesian        |
| 種馬 C.B.Cross 1975年（灰色）         | Zuisho 1968年（灰色）     | 巴索隆        | Paleo           |
| 種馬 C.B.Cross 1975年（灰色）         | Zuisho 1968年（灰色）     | Cumulus       | Turk's Reliance |
| 種馬 C.B.Cross 1975年（灰色）         | Zuisho 1968年（灰色）     | Cumulus       | Royal Deal      |
| 繁殖雌馬 Green Chateau 1974年（栗色） | Chateaugay 1960年（栗色） | Swaps         | Khaled          |
| 繁殖雌馬 Green Chateau 1974年（栗色） | Chateaugay 1960年（栗色） | Swaps         | Iron Reward     |
| 繁殖雌馬 Green Chateau 1974年（栗色） | Chateaugay 1960年（栗色） | Banquet Bell  | Polynesian      |
| 繁殖雌馬 Green Chateau 1974年（栗色） | Chateaugay 1960年（栗色） | Banquet Bell  | Dinner Horn     |
| 繁殖雌馬 Green Chateau 1974年（栗色） | Queen Bee 1966年（棗色）  | Tudor Period  | Owen Tudor      |
| 繁殖雌馬 Green Chateau 1974年（栗色） | Queen Bee 1966年（棗色）  | Tudor Period  | Cornice         |
| 繁殖雌馬 Green Chateau 1974年（栗色） | Queen Bee 1966年（棗色）  | Corsa         | Hindostan       |
| 繁殖雌馬 Green Chateau 1974年（栗色） | Queen Bee 1966年（棗色）  | Corsa         | Miss Channel    |
| 雌系：號族：21-a                      |                           |               |                 |
| 五代內近親交配：Hyperion 5×5          |                           |               |                 |

## 命名由來
名字中，Tamamo（タマモ）是馬主Tamamo Co. Ltd.冠名，即是公司名字，而此名字則出自公司負責人三野道夫出身地香川縣高松市中高松城的別稱：玉藻城；Cross（クロス）則繼承自父系C.B.Cross的名字，香港則翻譯为「十字」。

## 外部連結
- 玉藻十字 netkeiba.com （页面存档备份，存于）
- 血統表 （页面存档备份，存于）